# Franz Wudy
Franz Wudy est un biathlète allemand.

## Biographie
Deux fois médaillé en relais aux Championnats du monde junior, il obtient sa première et seule victoire en Coupe du monde dans un relais à Jyväskylä en 1988. Aux Championnats du monde 1989, il est médaillé d'argent dans la course par équipes.
Au niveau national, il remporte le titre du sprint en 1988.

## Palmarès

### Championnats du monde
- Mondiaux 1989 à Feistritz :
  -  Médaille d'argent à la course par équipes.

### Coupe du monde
- Meilleur classement général : 15e en 1988.
- 1 victoire en relais[1].